# Силич, Владислав Иванович
Владислав Иванович Силич (бел. Уладзіслаў Іванавіч Сіліч; 1904 — 30 сентября 1944) — советский шахматист, мастер спорта СССР (1939).

## Биография
Согласно донесению о безвозвратных потерях на сайте «Память народа», Силич — уроженец д. Водк Метсивского уезда в Эстонии.
Многократный чемпион Витебска. Победитель 3-х чемпионатов БССР (1928, 1934, 1937). Участник 6-го чемпионата СССР (1929 г.; по результатам чемпионата Силичу было присвоено звание мастера, которое он утратил в 1935 г.). Чемпион ЦК профсоюза госучреждений (1938 г.). Выступал в полуфинале чемпионата СССР 1941 г. (Ростов-на-Дону; турнир не закончен).
В составе сборной Белорусской ССР стал победителем всесоюзного командного турнира, прообраза командных чемпионатов СССР (выступал на 4-й доске).
Был призван в Красную Армию 4 января 1942 г. Даниловским райвоенкоматом Пензенской области. Воевал на разных фронтах. В 1944 г. был награждён медалями «За отвагу» и «За боевые заслуги». Радист арт.полка, младший сержант.
Погиб при освобождении Латвии, был похоронен у деревни Гудрены, близ города Сигулда.